# I Want Your Love
I Want Your Love ist ein Lied von Chic aus dem Jahr 1979, das von Nile Rodgers und Bernard Edwards sowohl geschrieben als auch produziert wurde. Es erschien auf dem Album C’est Chic.

## Geschichte
Laut Kathy Sledge sollten ursprünglich Sister Sledge das Lied aufnehmen. Ihren Hintergrundgesang wurde in einem Take aufgenommen und für die endgültige Single verwendet. Letzten Endes bekamen Sister Sledge den Song He’s the Greatest Dancer, das wiederum eigentlich an Chic gehen sollte. Den Leadgesang übernahm Alfa Anderson.
I Want Your Love wurde am 29. Januar 1979 veröffentlicht und bei den US Dance Club Songs von Billboard erreichte es Platz 1, es entspricht der Musikrichtung Disco.
Das Musikmagazin Rolling Stone schreibt zum Lied: „Das Lied wirbelt mit einem kniffligen Horn- und Streicher-Riff auf, das sich steigert und im Track praktisch schwebt.“ Jason Birchheimer von AllMusic nannte das Lied einen „zeitlosen Tanzflächenfüller“ und eine „Dancehymne“. Amy Hanson von AllMusic findet, dass das Lied „besser als Le Freak ist, mit einem Riff von vier Noten dominiert und der Refrain leicht melancholisch klingt.“
Billboard bewerteten den Song als starken Nachfolger von Le Freak mit einer eingängigen rhythmischen Hookline. Cashbox befinden den Einsatz der Rhythmusgitarre „funkig“, das Arrangement mit den Hörnern, Streichern, Klavier, Glocken, plättschernder Bassarbeit und exzellenten Frauengesang raffiniert. Record World bewerten I Want Your Love als entspannend, ohne den unverkennbaren Sound von Chic zu entfremden.

## Musikvideo
Im Musikvideo bieten die Bandmitglieder von Chic das Lied in einer Wohnkulisse dar.

## Charts und Chartplatzierungen
| ChartsChartplatzierungen       | Höchstplatzierung | Wochen |
| ------------------------------ | ----------------- | ------ |
| Deutschland (GfK)              | 27 (7 Wo.)        | 7      |
| Vereinigte Staaten (Billboard) | 7 (19 Wo.)        | 19     |
| Vereinigtes Königreich (OCC)   | 4 (11 Wo.)        | 11     |

## Auszeichnungen für Musikverkäufe
| Land/Region                  | Auszeichnungen für Musikverkäufe (Land/Region, Auszeichnung, Verkäufe) | Verkäufe  |
| ---------------------------- | ---------------------------------------------------------------------- | --------- |
| Vereinigte Staaten (RIAA)    | Gold                                                                   | 1.000.000 |
| Vereinigtes Königreich (BPI) | Silber                                                                 | 200.000   |
| Insgesamt                    | 1× Silber · 1× Gold ·                                                  | 1.200.000 |

## Coverversionen
- 1979: Ray Conniff
- 1988: Transvision Vamp
- 1989: Paul Rutherford
- 1997: Moodymann (I Can’t Kick)
- 1997: Queen Latifah feat. Heavy D (Need Your Love)
- 1999: Spacedust (Let’s Get Down)
- 2002: Brandy (Full Moon)
- 2003: Alcazar (Dancefloor Docusoap)
- 2006: Jody Watley
- 2018: Nile Rodgers & Chic feat. Lady Gaga
- 2019: LCD Soundsystem